# Waki (Mali)
Pour les articles homonymes, voir Waki.
Waki est une commune du Mali, dans le cercle de San et la région de Ségou.